# Marta Bertoncelli
Marta Bertoncelli, född 3 juli 2001, är en italiensk kanotist som tävlar i kanotslalom.

## Karriär
Bertoncelli tävlade för Italien vid olympiska sommarspelen 2020 i Tokyo, där hon slutade på 15:e plats i C1. Vid olympiska sommarspelen 2024 i Paris tävlade Bertoncelli i två grenar. Hon slutade på 18:e plats i C1 och på 20:e plats i kajakcross.
Vid EM 2025 i Vaires-sur-Marne tog Bertoncelli brons i lagtävlingen i C1 tillsammans med Elena Borghi och Elena Micozzi.